# Кондитерський мішок

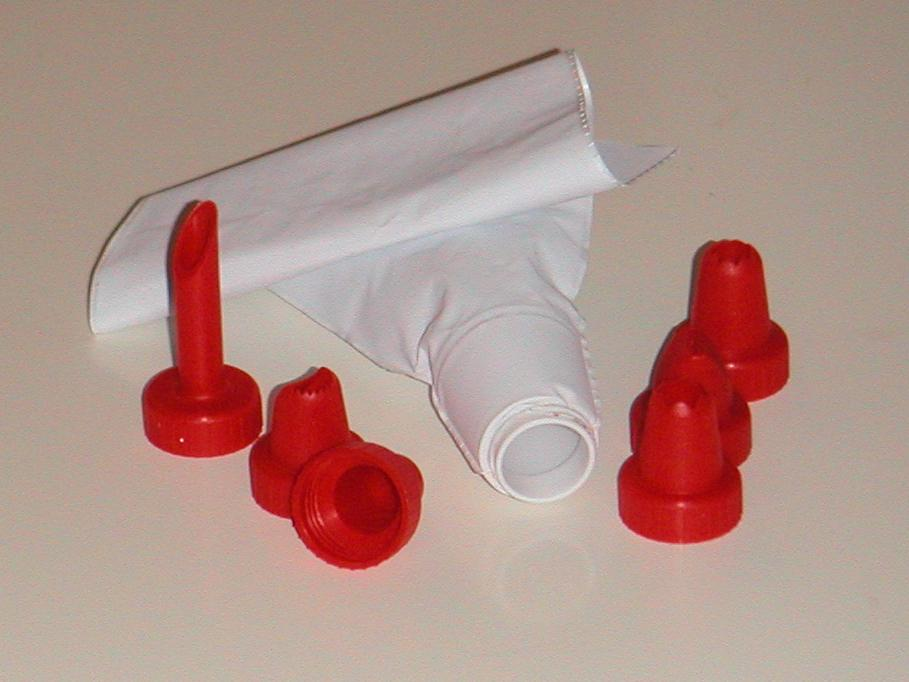
Недорогий кондитерський мішок із внутрішньою кільцевою вставкою та різноманітними пластиковими насадками, які прикручуються до вставки.

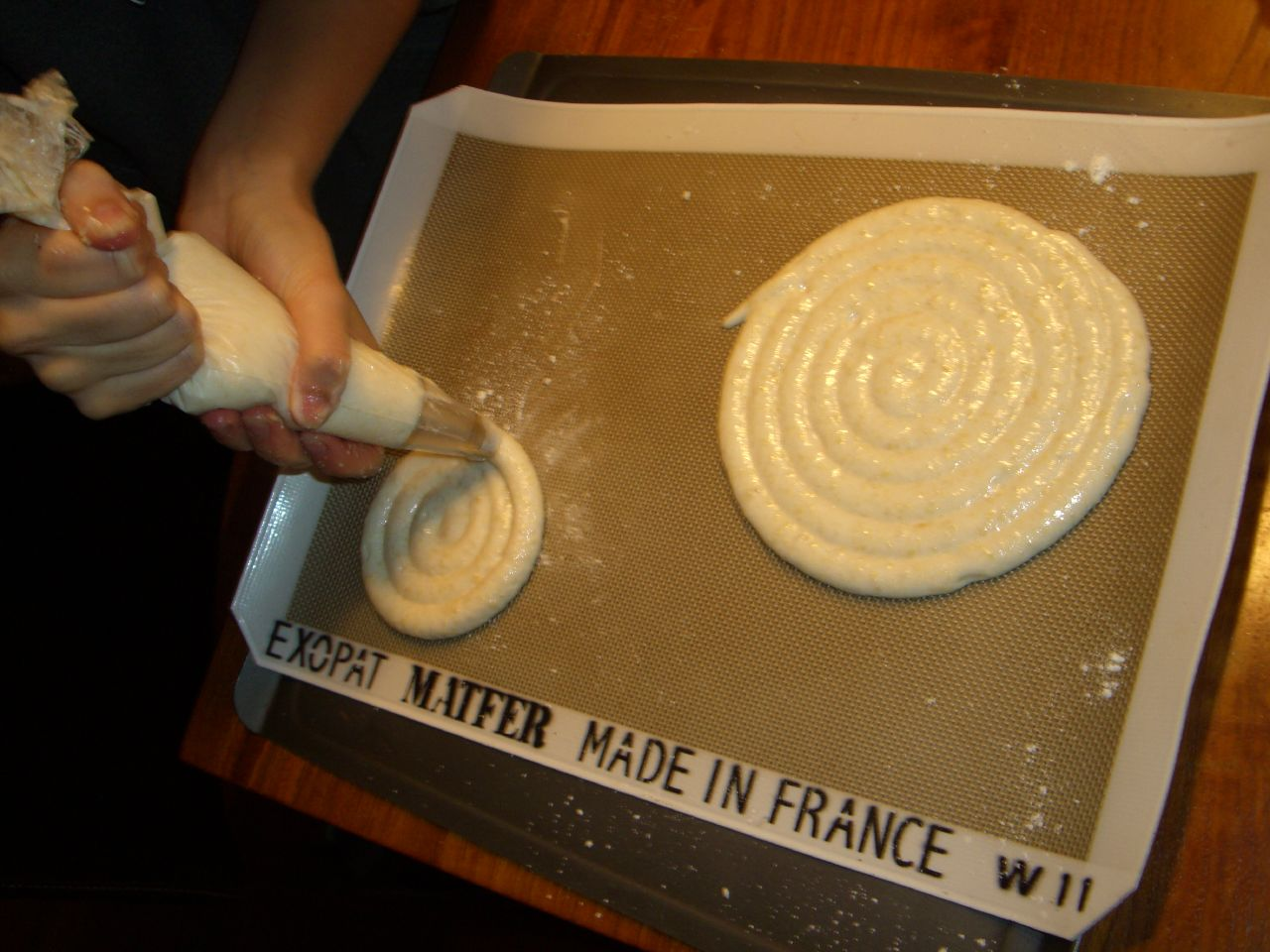
Викладання коржів безе для дакуазу на деко.

Кондитерський мішок — мішок із тканини, паперу, пластику або слизової оболонки кишки ягняти, часто конусоподібної чи трикутної форми, призначений для ручного витискання напівтвердих харчових продуктів шляхом продавлення їх крізь невеликий отвір вузького боку мішка, часто оснащений фігурною насадкою, для багатьох цілей, зокрема для прикрашання тортів та нанесення глазурі. Мішок заповнюють через більш широкий отвір з протилежного боку, згортають або закручують, а потім стискають, щоб вичавити його вміст. Багато насадок різної форми використовуються для створення форм на кшталт зірки, листя або пелюсток. Звичайна кругла насадка створює круглі форми, а також використовується для начинки випічки, наприклад заварних тістечок.
Окрім глазурування, кондитерські мішки зазвичай використовують для формування безе, профітролів, еклерів та савоярді; для начинювання пончиків, пиріжків джемом чи заварним кремом; для викладення різноманітних пюре (особливо для Pommes duchesse); для оформлення страв збитими вершками, збитим маслом, та ін.
Багаторазові мішки зазвичай виготовляють зі щільного нейлону, поліестеру, ґуми або водонепроникної (з пластиковим покриттям) бавовни. Після використання їх миють та розвішують для сушіння. Якісний мішок може прослужити багато років.
Одноразові мішки не потребують прання; зазвичай їх виготовляють з недорогого пластику. В ролі кондитерського мішка можна використовувати звичайний пластиковий пакет для зберігання продуктів. Для невеликих об'ємів та тонкого струменя кондитерський мішок можна зробити, згорнувши кулінарний пергамент або парафінований папір у конус, заповнити його, загорнути широкий край кілька разів, щоб закрити його, а потім зробити виріз будь-якої форми з протилежного вузького боку. Це особливо пасує для невеликих кількостей рідкого шоколаду, оскільки можна прорізати дуже невеликий отвір, а пакет викинути опісля, коли він охолоне та заб'ється отвір.
Кондитерські мішки зазвичай комплектують набором насадок, а не одною; окремі насадки часто можна придбати окремо. Вони можуть бути хромованими, з нержавіючої сталі, або пластиковими.